# 夢一族 ザ・らいばる
『夢一族 ザ・らいばる』（ゆめいちぞく ザ・らいばる）は、1979年公開の日本映画。森繁久彌・郷ひろみ主演：久世光彦監督。東映京都撮影所製作、東映配給。

## 概要
コーネル・ウールリッチの小説『睡眠口座』（1956年）を基にしたコメディ映画。1979年1月にあった『ムー一族』の打ち上げで、樹木希林によって不倫スキャンダルが暴露され、TBSを退社した久世光彦の芸能界復帰作。
連絡を取っても何の返事もないまま20年を経過した預金口座を巡り、80歳に近い老サギ師と20代の若い軟派師の交流、寺の住職、飲み屋のおかみらが綾なす人間模様をコメディタッチで描く。

## 出演者
- 雨笠治平：森繁久彌
- マコト：郷ひろみ
- 清水俊：内田裕也
- 清水薫：岸本加世子
- 馬場強：伊東四朗
- 九十九竜道：成田三樹夫
- 九十九あけみ：石田ゆり
- 夏目うらら：亜湖
- リリー花岡：結城しのぶ
- マヤ：大上留利子
- ハリケーン・ローズ：衣麻遼子
- 磯村波子：叶和貴子
- 銀行の支店長：金井大
- 銀行の部長：福山象三
- 銀行の係長：三谷昇
- 女子行員：舟倉たまき
- おでん屋の亭主：疋田泰盛
- 駐車場の老人：由利徹
- 村井刑事：西田良
- 大野刑事：志賀勝
- 石工：小林亜星

## スタッフ
- 監督：久世光彦
- 企画：俊藤浩滋・氷川佳助
- プロデューサー：佐藤雅夫・奈村協・島田昭彦
- 原作：コーネル・ウールリッチ「睡眠口座」
- 脚本：田中陽造
- 撮影：増田敏雄
- 音楽：都倉俊一
- 美術：佐野義和
- 録音：荒川輝彦
- 照明：増田悦章
- 編集：市田勇
- 助監督：依田智臣

## 製作

### 企画
企画は岡田茂東映社長。久世光彦は1979年1月の不倫スキャンダルでTBSを退社したが「あたら才能を埋もれさせてはいけない」と森繁久彌が岡田に話を持ち掛け、氷川佳助ビックル社長や俊藤浩滋らの後押しもあって製作が決まった。「TBSを退社した久世監督で大型喜劇を作ろうと話を持ち掛けた」と岡田は話している。久世にはTBS退社後の1979年3月初めに森繁から「秋に一ヶ月（スケジュールを）空けるから映画を撮れ」と勧めがあり、久世は感激し他の仕事はしなくてもこの映画だけは撮ると決めた。1977年夏に岡田東映社長が「映画は必ずしも映画会社で作るものでない」と公言し、積極的に外部資本と提携した映画の製作方針を打ち出し、角川映画やオフィス・アカデミーとの提携の他、東映セントラルフィルムや東映シネマサーキット（TCC）を発足させた。本作も若い観客層の開拓と久世の人脈を活かして従来の東映作品にない配役を狙い、東映カラーを破るコメディを期待した。久世は映画初監督だが、1974年公開の『任侠花一輪』の原案「小谷夏」として東映と縁があった。

### 製作発表
1979年7月20日に東映の1979年9月以降、1980年2月までの予定番組発表があり、本作が『トラック野郎・故郷特急便』との併映で1980年の正月映画になるとの告知された。クランクインは1979年10月を予定。この時点では脚本は田村孟が執筆中と報道されたが、田中陽造に変更になった。1979年秋の製作会見の際は、脚本は田中と久世の共同との説明であった。
久世は24ページに渡る大企画書を東映に提出し東映サイドの度肝を抜いた、と当時の文献には書かれたものがあるが、今日では24ページ程度では大企画書と呼ばないかもしれない。企画書には「寅サンシリーズ」を10年も続かせている日本の映画界がだらしない！活動屋は何しているのか、情けない。おれが叩き潰す」などと日本の映画界の現状批判から映画を売るポイント、CFのコンテまで細部に至るまでビッシリ記載され、ラストは役の上で84歳の森繁久彌が24歳の郷ひろみが連れションし、森繁のイチモツを見て郷がションボリ、それを見た樹木希林が「寅サンより面白いと叫ぶ」と書かれてあったといわれる。久世は1979年夏には樹木を出演させるつもりだった。樹木の代わりに内田裕也がお詫びで出たのかは分からない。久世の強い意気込みに東映は大いに期待した。
1979年9月26日、東映本社で製作会見があり、岡田社長、俊藤浩滋、氷川佳助、久世、森繁、郷らが出席。久世は元気いっぱいで、「喧嘩するなら大通り。強い相手とやりましょう。弱い者いじめは生来好きじゃありません。つまり正月映画で寅さんに喧嘩を売ろうというのです。勝って見せようと正気で考えているのです。寅さんの価値、十分認めます。でも、そろそろお引き取りいただきたいと思います。もういい頃です」などと捲し立て「寅さん」に喧嘩状を叩きつけた。また本作のタイトルの意味について、「全く関係のない者同士が偶然に出会い、奇妙な関係に陥る」という『ムー一族』とテーマは同じ。地縁・血縁重視の『寅さん』とは対照的で『寅さん』が"愛"を売り物にするのに対して『夢一族』は"夢"がテーマ。貧しくたって"愛"があればだけではない」等の説明があった。

### 撮影
1979年10月3日クランクイン。撮影日数40日を予定した。

## 評価
- 本作は「トラック野郎シリーズ」の第10作『トラック野郎・故郷特急便』の併映作品で、「トラック野郎シリーズ」は、第3作『望郷一番星』から第8作『一番星北へ帰る』まで4週間（28日間）の興行を打ち[16]、コンスタントに配収10億円を上げてきたが[17]、この二本立てが興行不振により、公開期間を4日短縮し『動乱』が繰り上げ公開された[15][16][18][19]。このため「トラック野郎シリーズ」を終わらせた原因の一つとして併映作である本作の出来の悪さが理由として語られることが多い（トラック野郎#シリーズの終了）。それまでの9作は、1970年代後半の盆正月に松竹の「男はつらいよ」、東宝の山口百恵・三浦友和主演映画と興行争いを演じていたが、急に6億円[17]、前年比約30％減[18]前年比約40％減[20]と成績を落としたことで、当時のマスメディアから「テレビ映画もどき」[16]「正月映画にしては地味ですし、見せ場が少ない。やはりテレビ的過ぎた(東映宣伝部)[18]、「併映の『夢一族』が悪過ぎた。監督にテレビ屋なんか連れてくるからだ」(東映宣伝部サイド)、身内の中傷合戦が自然発生する」[17]等と叩かれ、白井佳夫は、本作を含めて同時期に作られた『金田一耕助の冒険』や『ピーマン80』をひっくるめて「CMディレクターやテレビ畑のディレクターさんたちが映画畑に進出して作った映画以前の映画ともいうべきおふざけギャグ映画」などと酷評した[19][21]。テレビ局主導の映画作りが増え[22][23][24]、テレビディレクターが映画の監督をするのは普通になった昨今では考えられないが[24]、当時は映画人だけでなく、マスメディアもこぞって[22]、テレビディレクターやCMディレクターが映画監督をやってコケると、「それ見たことか」と徹底的に叩いた[19][22][24]。なお、9年前にはTBSで久世の2期後輩である実相寺昭雄が先んじて監督デビューしているが、実相寺は在籍中から映画部所属でフィルム作品の仕事が多く映画界の人材と交流が深かったこと、個人プロダクションとATGの提携による小編成低予算作品でデビューしたこと、第1作でいきなり海外の大きな賞を獲得したことなど、スタートの条件としてかなり異なっていた。その実相寺も大手映画会社のメジャー作品をコンスタントに撮るようになるまでにはかなり時間を要している。

- 久世は映画公開後「映画のことは、今回よく判りました。テレビと映画は迫力が違うし、もう一本撮りたいですね」と話した[18]。公開当時、東映洋画に在籍していた野村正昭は、久世の二本目の監督作『自由な女神たち』（1987年・松竹）撮影時に松竹大船撮影所で久世にインタビューする機会があり、本作『夢一族 ザ・らいばる』について久世が「不本意なもの」と切り出したため、あまり触れなかったと話している[24]。ただ、「テレビ演出から映画監督への転身は難しい」と話したと言い、「久世さんは映画界での共同作業の難しさの反動で小説やエッセイに本気で取り組んだのではないか」と野村は話している[24]。

## 同時上映
『トラック野郎・故郷特急便』
- 主演：菅原文太、愛川欽也／監督：鈴木則文

## その他
- 本作で使用された楽曲『BLACK-RIDER』（都倉俊一グランドオーケストラ）は、同年フジテレビ系列で放送された『ビッグベストテン』のテーマ曲に使用、また『CBCレースガイド』（CBCテレビ）のBGMにも使用された。プロレスラー・木戸修の入場テーマとしても知られている。